# Gorgasia preclara
Gorgasia preclara är en fiskart som beskrevs av Böhlke och Randall, 1981. Gorgasia preclara ingår i släktet Gorgasia och familjen havsålar. Inga underarter finns listade i Catalogue of Life.